# Serra de Béjar
A Serra de Béjar é uma formação montanhosa que faz parte do Sistema Central da Península Ibérica, que alguns autores consideram o setor mais ocidental da Serra de Gredos. Com o eixo orientado a nordeste-sudoeste, estende-se pelas províncias espanholas de Salamanca, Ávila e Cáceres. O seu cume mais alto é o Canchal de la Ceja, com 2 428 metros de altitude, onde funciona a estância de esqui de La Covatilla.
Na vertente oriental encontram-se as lagoas do Trampal. A serra constitui uma barreira física entre os vales do Jerte e do Aravalle (a leste, nas províncias de Ávila e de Cáceres)  e o chamado "corredor de Béjar" (a oeste, na província de Salamanca).